# Frignicourt

Frignicourt este o comună în departamentul Marne, Franța. În 2009 avea o populație de 1,794 de locuitori.